# Baumgartenberg
Baumgartenberg je městys v rakouské spolkové zemi Horní Rakousy, v oblasti Mühlviertel, v okrese Perg.

## Geografie

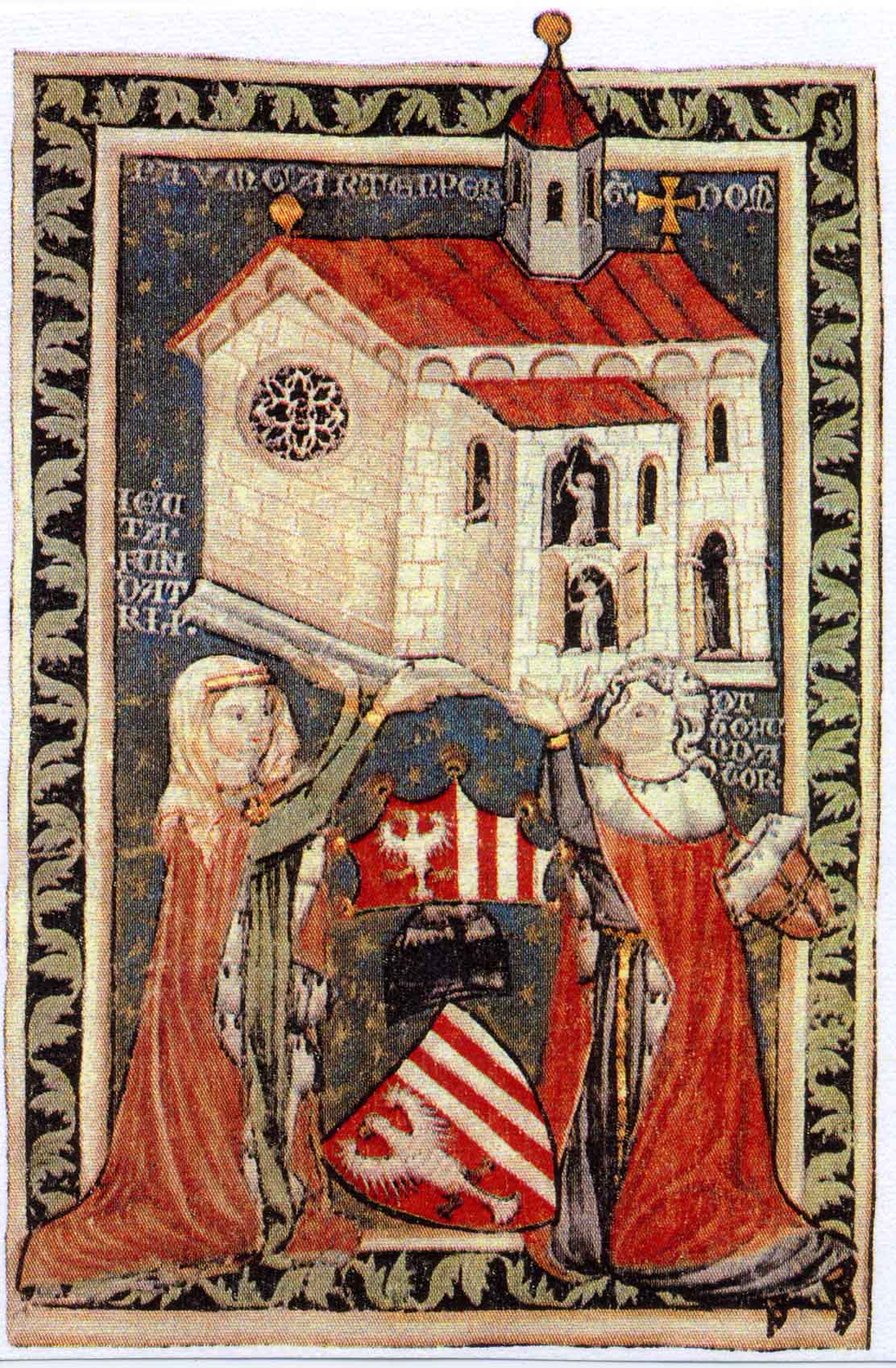
Otto z Machlandu a jeho manželka Jutta jako zakladatelé Baumgartenbergu, iluminace v Baumgartenberském urbáři, kolem 1335

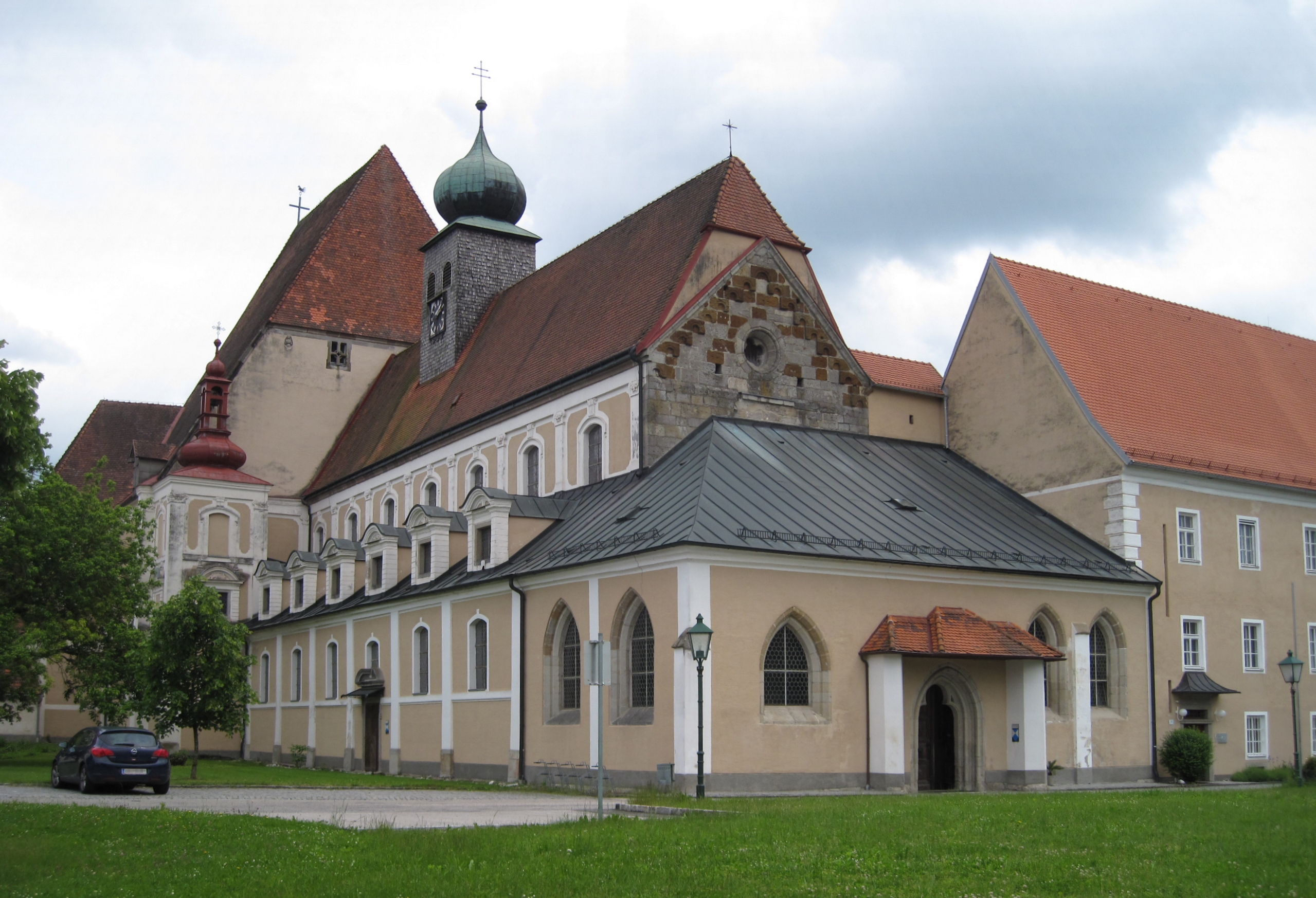
Kostel od jihozápadu

Baumgartenberg se nachází na Machlandské plošině, tvořené žulovým a rulovým podložím, v nadmořské výšce od 230 do 240 metrů a zaujímá plochu 15,7 km², 4,5 × 6,8 km. 23,6 % z celkové plochy je zalesněno, 63,7 % je využíváno pro zemědělství. Sídlo bylo odedávna ohrožováno povodněmi řeky Dunaje. Zatím nejničivější z nich v roce 2002 vyvolala likvidaci nejníže položených domů a přestěhování obyvatel do vyšších poloh. Katastrální území městyse sestává ze 16 místních částí:
- Amesbach
- Au
- Baumgartenberg
- Deiming
- Hehenberg
- Hochfeld
- Kolbing
- Kühofen
- Lehen
- Mettensdorf
- Mühlberg
- Obergassolding
- Puchberg im Machland
- Schneckenreitstal
- Steindl
- Untergassolding

## Historie a památky
Území bylo osídleno od mladší kamenné. Nedaleko odtud v době římské vedla severní hranice provincie Noricum, jejímž centrem byl kastel Adiuvense, nyní Wallsee-Sindelburg. V době stěhování národů bylo osídleno kmeny Bavorů, Ostarrichů a Slovanů. V 8. století území zpustošili Avaři. Ve 2. polovině 10. století je Babenberkové připojili ke svému území Dunajské marky. V majetku pánů z Pergu a Machlandu se připomíná od roku 1050. Založení kláštera a jeho vsi je spojeno s kolonizací zalesněného území, do kterého majitel zdejšího hradu Machlandu, rytíř Otto z Machlandu a jeho manželka Jutta z Peilsteinu pozvali mnichy řádu cisterciáků z mateřského kláštera v Heiligenkreuzu. Klášter byl značně rozšířen v době barokní a zrušen roku 1794 Josefem II. Titíž zakladatelé o rok dříve založili klášter augustiniánů kanovníků ve Waldhausenu.
- Farní kostel Nanebevzetí Panny Marie, dříve kláštera cisterciáků, je románsko-gotický chrám s barokním interiérem a pozdějšími přístavbami. Základní kámen položil opat Fridrich I. roku 1142, stavba trvala celé století a byla vysvěcena roku 1243. Má románský portál, gotickou předsíň z doby kolem 1310, gotický halový chór byl vysvěcen roku 1443. Ve stěně jsou vsazeny gotické epitafy Otty z Machlandu a opata Jindřicha II. Barokizaci interiéru z doby kolem roku 1697 navrhl stavitel Carlo Antonio Carlone, štukatury a fresky provedli Giacomo Antonio Mazza a bratři Grabenpergerové. Kazatelna je významnou barokní řezbářskou prací: spočívá na soše praotce Jesse, který nese její podstavec v podobě kmene stromu, symbolu Kristova rodokmene.
- Ulrichsberg
- Skleněný kulturní dům

## Počet obyvatel
V roce 2021 zde žilo 1 798 obyvatel.

## Osobnosti
- Karel Postranecký (1898–1974), český herec

## Politika

### Starostové
- Georg Naarnleitner (1850 do 1860)
- Engelbert Tremesberger (1860 do 1861)
- Michael Baretschneider (1861 do 1870)
- August Naarnleitner (1870 do 1876)
- Franz Poizat (1876 do 1882)
- Johann Lehbrunner (1882 do 1882)
- Karl Paredschneider (1882 do 1894)
- Karl Kastner (1894 do 1898)
- Franz Kastner (1898 do 1898)
- Ferdinand Schweiger (1898 do 1910)
- Karl Kern (1910 do 1919)
- Sebastian Pühringer (1919 do 1919)
- Josef Hochgatterer (1919 do 1929)
- Franz Mayrhofer (1929 do 1929)
- Josef Hochgatterer (1929 do 1936)
- Josef Bleimer (1936 do 1938)
- Siegfried Decker (1938 do 1944)
- Karl Strondl (1944 do 1945)
- Karl Kaindl (1945 do 1947)
- Johann Steininger (1947 do 1949)
- Franz Freinhofer (1949 do 1956)
- Karl Strondl (1956 do 1961)
- Franz Gusenbauer (1961 do 1990)
- Erwin Kastner (od 1990)